# فهرست مادران شاهان گورکانی
این فهرست شامل مادران خونی امپراتورهای گورکانی هند است. هفده امپراتور از امپراتوری گورکانی در سیزده نسل وجود داشتند. در طول ۳۳۱ سال تاریخ امپراتوری، امپراتورها همه از اعضای همان خاندان یعنی خاندان تیموریان بودند.
| نام                                | پسر              | قومیت           | محل تولد                      |
| ---------------------------------- | ---------------- | --------------- | ----------------------------- |
| قتلغ نگار بیگم                     | بابر             | ترکی-مغولی      | مغولستان (خانات), خانات جغتای |
| ماهم بیگم                          | نصیرالدین همایون | مردمان ترک-مغول | خراسان، ایران                 |
| حمیده بانو بیگم (مریم المکان)      | اکبر کبیر        | ایرانی          | خراسان، ایران                 |
| جودا بای (مریم الزمان)             | جهانگیرشاه       | راجپوت          | آمبر، هند                     |
| جگت گوسین (منبای بیگم، شاه بیگم)   | شاه جهان         | راجپوت          | ماروار، هند                   |
| ممتاز محل (ارجمند بانو بیگم)       | اورنگ‌زیب         | ایرانی          | آگره، هند                     |
| نواب بای (رحمت النسا)              | بهادرشاه یکم     | راجپوت          | رجوری، کشمیر                  |
| نظام بای                           | جهاندار شاه      | هندو            | حیدرآباد، گورکانیان           |
| صاحبه نسوان بیگم                   | فرخ‌سیر           | مسلمان          | کشمیر، گورکانیان              |
| راضیه النسا بیگم                   | رفیع الدرجات     | مردمان ترک-مغول | گورکانیان                     |
| نورالنسا بیگم                      | شاه جهان دوم     | ایرانی          | خراسان، ایران                 |
| قدسیه القلوب حضرت بیگم (فخر النسا) | محمدشاه          | مسلمان          | گورکانیان                     |
| قدسیه بیگم (ادهم بای)              | احمدشاه بهادر    | هندو            | گورکانیان                     |
| آنوپ بای                           | عالمگیر دوم      | هندو            | گورکانیان                     |
| زینت محل (بلال کونار)              | شاه عالم دوم     | هندو            | گورکانیان                     |
| قدسیه بیگم (نا معلوم)              | اکبر دوم         | هندو            | گورکانیان                     |
| قدسیه بیگم (لعل بای)               | بهادرشاه دوم     | هندو            | گورکانیان                     |

## کتابشناسی
- Begum, Gulbadan (1902). The History of Humayun (Humayun-Nama). Royal Asiatic Society.
- Irvine, William, 1840-1911 (1922). Later Mughals. London, Luzac.{{cite book}}:  نگهداری یادکرد:نام‌های متعدد:فهرست نویسندگان (link)
- Emperor of Hindustan Jahangir (2010). The Tuzuk-I-Jahangiri; Or, Memoirs of Jahangir Translated by Alexander Rogers Edited by Henry Beveridge. General Books LLC. ISBN 978-1-152-49040-6.